# Bonaventura Pagès
Bonaventura Pagès i Carrère (Palau del Vidre, 14 de juliol del 1806 - París, 18 de març del 1868) va ser un polític francès d'origen rossellonès.

## Biografia
Després d'estudiar Dret, s'inscriví al col·legi de París, però restà poc temps a la ciutat. S'adherí a la causa de la revolució del 1830 i el 19 d'agost fou nomenat sotsprefecte de Prada. En aquesta posició, el 17 de novembre intervingué davant el governador espanyol de Puigcerdà per tal de garantir l'statu quo a la frontera; i, paral·lelament, mentre els revoltats cremaven el Gran Seminari de Perpinyà, Pagès salvà el seminari menor de Prada.
El 30 de juliol del 1832 va ser traslladat, amb el mateix càrrec, a la Tour-de-Pin, a l'Isèra, on debutà enviant a tots els alcaldes de la seva demarcació una circular on manifestava la seva lleialtat a la monarquia i en què es vantava d'haver contribuït a deposar el govern revolucionari. En ocasió d'una bullanga a Lió el 1834, improvisà batallons de guàrdies nacionals i els portà a la ciutat veïna, alhora que feia perseguir i detenir els revoltats, actuació que li valgué el reconeixement dels seus superiors, encara que no dels seus administrats. Aprofità l'avinentesa per demanar per a ell mateix la prefectura d'Ain, però s'hagué de conformar amb la sotsprefectura de Sarreguemines (Mosel·la). El 14 d'abril del 1838 passà a la de Rethel (Ardenes) i el juny del 1840 fou nomenat prefecte -per fi- de l'Alt Loira.
El primer d'agost de l'any següent passà a la prefectura de la Losera i rebé, alhora, el nomenament de cavaller de la Legió d'Honor. En el seu nou lloc combaté martingales d'algunes persones influents, i el diputat Bruno Rivière de Larque se'n queixà al ministre de l'Interior Duchatel, qui destituí en Pagès el juliol del 1843. Aquest tornà a Prada, on covà la seva rancúnia tres anys, fins que el 1848 la caiguda del govern el portà a la prefectura del Jura el 6 de novembre, i a la de la Costa d'Or l'11 de gener. El 14 de desembre del mateix 1849 rebé la creu d'oficial de la Legió d'Honor. Després d'una visita del president de la República francesa Lluís Napoleó amb diversos incidents, Pagès caigué en desgràcia i va ser enviat a Rennes el 7 de març del 1851. El 9 de desembre, després del cop d'estat, en revocaren el nomenament, per tebior en l'exercici de les seves funcions. Mai més no va tenir ja cap càrrec de govern.